# Dywizjon Artylerii Kolejowej
Dywizjon Artylerii Kolejowej (DAKOL) – pododdział artylerii kolejowej Polskiej Marynarki Wojennej.

## Historia
Przystępując do rozbudowy potencjału obronnego wybrzeża Dowództwo Marynarki Wojennej zorganizowało w 1947 roku Dywizjon Artylerii Kolejowej.
Dywizjon został wyposażony w poniemiecki pociąg pancerny składający się z 5 wagonów pancernych uzbrojonych w armaty kolejowe kal. 194 mm.
Wagony zostały zbudowane we francuskich zakładach Schneider w Le Creusot w czasie I wojny światowej. Po zajęciu Francji przez Niemców w 1940 roku, wagony zostały przez nich przejęte i używane do obrony wybrzeży Francji i Niemiec. Po zakończeniu II wojny światowej 5 z takich wagonów znalazło się na terytorium Polski i przejęła je polska Marynarka Wojenna.
Wagony skierowano do portu wojennego na Oksywiu i sformowano z nich Dywizjon Artylerii Kolejowej, wyposażony w pociąg pancerny w składzie 5 wagonów artyleryjskich oraz wagonów zaplecza. Ponieważ jednak w rejonie Oksywia brak było odpowiedniego zaplecza torowego dywizjon przebazowano do Darłówka.
Z powodu trudności z nietypową amunicją do dział kal. 194 mm, planowano wymianę ich na typowe radzieckie armaty nadbrzeżne kal. 152 mm oraz wzmocnienie dywizjonu przez wprowadzenie wagonów pancernych z armatami przeciwlotniczymi. Ostatecznie nie doszło do tych zmian i dywizjon został rozformowany we wrześniu 1952 roku, a wagony oddano na złom.

## Dowódcy dywizjonu
- por. mar. Z. Ficek
- kmdr. por. I. Sitnicki

## Dane taktyczno-techniczne wagonu artyleryjskiego z pociągu DAKOL
- Masa: 65 t
- Długość: 14,68 m
- Uzbrojenie: armata kal. 194,4 mm wz. 70/93 (umieszczona w otwartej pancernej wieży)
- Kąt ostrzału:
  - w płaszczyźnie poziomej: 360º
  - w płaszczyźnie pionowej: –3° do +40°
- Szybkostrzelność: 4–5 strz./min
- Zasięg maksymalny: 18 300 m
- Masa pocisku: 83 kg
- Opancerzenie: 15–20 mm
- Podwozie: 4-osiowe